# Chopin: Touha po lásce
Chopin: Touha po lásce (Chopin. Pragnienie miłości) je polský hraný film z roku 2002, který režíroval Jerzy Antczak podle vlastního scénáře. Film popisuje vztah polského skladatele Frédérica Chopina a francouzské spisovatelky George Sandové. Snímek v ČR vyšel na DVD v roce 2010.

## Děj
Frédéric Chopin v roce 1831 opouští z politických důvodů Polsko a přijíždí do Paříže. Zde se z neznámého klavíristy stane postupně slavným skladatelem. Jeho přítel Ferenc Liszt jej seznámí se spisovatelkou George Sandovou a jejími dětmi Mauricem a Solange. George Sandová a Chopin se do sebe zamilují a společně s dětmi odjíždějí na Mallorcu. Syn Maurice reaguje odmítavě na nového přítele své matky a Chopin navíc onemocní tuberkulózou. Mezi George Sandovou a Chopinem dojde k roztržce a vracejí se do Francie.
O několik let později žijí George Sandová a Chopin na jejím panství v Nohant-Vic v napjatém vztahu. Solange je mladá žena, která svádí Chopina. Zatímco je George Sandová pod tlakem kvůli svému vydavateli, pokusí se Maurice ze strachu, že po otci ztratí i matku, o sebevraždu. Konflikt ohledně Maurice způsobí, že se Chopin odstěhuje.
O několik let později v roce 1849 Chopin umírá. Krátce před tím požádá svou sestru, aby po jeho smrti odvezla jeho srdce do Polska.

## Obsazení
| Piotr Adamczyk     | Frédéric Chopin        |
| Danuta Stenka      | George Sandová         |
| Adam Woronowicz    | Maurice Sand           |
| Sara Müldner       | Solange Sand (dítě)    |
| Bożena Stachura    | Solange Sand (dospělá) |
| Jerzy Zelnik       | Chopinův otec          |
| Jadwiga Barańska   | Chopinova matka        |
| Agnieszka Siteková | Isabella Chopinová     |
| Anna Radwan        | Ludwika Chopinová      |
| Michał Konarski    | Ferenc Liszt           |

## Ocenění
- Danuta Stenka za roli George Sand získala Polskou filmovou cenu jako nejlepší herečka v hlavní roli. Nominace získali Magdalena Tesławska a Paweł Grabarczyk (nejlepší kostýmy), Andrzej Przedworski (nejlepší scéna) a Nikodem Wołk-Łaniewski (nejlepší zvuk).
- Worldfest Houston Film Competition: Edward Kłosiński (Gold Award v kategorii Independent Theatrical Feature Films - Cinematography) a Jerzy Antczak (Platinum Award v kategorii Best Drama).